# Canton de Lens-Est
Le canton de Lens-Est est une division administrative française située dans le département du Pas-de-Calais et la région Nord-Pas-de-Calais.

## Géographie
Ce canton est organisé autour de Lens dans l'arrondissement de Lens. Son altitude varie de 27 m (Lens) à 71 m (Lens) pour une altitude moyenne de 39 m.

## Histoire

Le canton de Lens-Est dans l'arrondissement de Lens

Il a été créé en 1904 (loi du 18 février 1904) en dédoublant l'ancien canton de Lens.

## Représentation: conseillers généraux
| Période          | Période      | Identité                   | Étiquette            | Qualité |
| ---------------- | ------------ | -------------------------- | -------------------- | --- |
| 1904             | 1928 (décès) | Émile Basly                | Socialiste puis SFIO | Ouvrier mineur à Anzin puis cabaretier Député (1885-1928) Maire de Lens (1900-1928) Ancien conseiller général du Canton de Lens (1900-1904) |
| 1928             | 1940         | Paul Sion                  | SFIO                 | Mineur Conseiller municipal de Lens Député (1936-1942 et 1945-1955)                                                                         |
|                  |              |                            |                      | |
| 1943             | 1945         | Marcel Hanotel (1880-1953) | SFIO (exclu en 1944) | Ancien mineur Maire de Lens (1941-1944) Nommé conseiller départemental en 1943                                                              |
|                  |              |                            |                      | |
| 1945             | 1949 (décès) | Francis Jiolat (1887-1949) | PCF                  | Mineur Maire de Sallaumines |
| 18 décembre 1949 | 1951         | Paul Sion                  | SFIO                 | Mineur Ancien maire de Lens (1944-1945) Député (1936-1942 et 1945-1955)                                                                     |
| 1951             | 1966 (décès) | Ernest Schaffner           | SFIO                 | Médecin Député (1958-1966) Maire de Lens (1947-1966)                                                                                        |
| 27 novembre 1966 | 1988         | Jules Tell (1920-2001)     | PCF                  | Conducteur de travaux Maire de Sallaumines (1953-1986)                                                                                      |
| 1988             | 2015         | Charles Depoorter          | PS                   | Enseignant Adjoint au maire de Sallaumines                                                                                                  |

## Conseillers d'arrondissement (de 1904 à 1940)
| Période | Période      | Identité                    | Étiquette | Qualité |
| ------- | ------------ | --------------------------- | --------- | --- |
| 1904    | 1917 (décès) | Florent Évrard (1851-1917)  | SFIO      | Ouvrier mineur, conseiller municipal de Lens |
| 1917    | 1919         | siège vacant                |           | |
| 1919    | 1920         | Charles Choquet (1882-1939) | SFIO      | Porteur de pain puis ouvrier mineur, maire d'Harnes (1912-1914 et 1919-1929)                                                                         |
| 1920    | 1928         | Jacques Louart (1874-1952)  | SFIO      | Ouvrier mineur, secrétaire général puis vice-président du syndicat des mineurs du Pas-de-Calais Député (1928-1936), maire de Sallaumines (1925-1935) |
| 1928    | 1934         | Léonce Trédez (1872-1952)   | SFIO      | Agriculteur et négociant en vins, maire de Meurchin (1900-1944)                                                                                      |
| 1934    | 1940         | Jules Érouart (1880-1951)   | SFIO      | Coiffeur puis commerçant, maire de Vendin-le-Vieil (1925-1935)                                                                                       |
| 1940    |              |                             |           | Les conseils d'arrondissement ont été suspendus par la loi du 12 octobre 1940 et n'ont jamais été réactivés                                          |

## Composition
Le canton de Lens-Est regroupait deux communes et comptait 21 126 habitants (recensement de 1999 sans doubles comptes).
| Communes    | Population (2012) | Code postal | Code Insee |
| ----------- | ----------------- | ----------- | ---------- |
| Lens        | 36 206 (1)        | 62300       | 62498      |
| Sallaumines | 10 677            | 62430       | 62771      |

(1) fraction de commune.

## Démographie
| 1962 | 1968 | 1975 | 1982 | 1990   | 1999   | 2006   | 2011   | 2012   |
| ---- | ---- | ---- | ---- | ------ | ------ | ------ | ------ | ------ |
| -    | -    | -    | -    | 20 876 | 21 126 | 21 257 | 20 373 | 20 023 |